# Yoduro de cobre (I)
El yoduro de cobre (I) es un compuesto inorgánico cuya fórmula química es CuI. También se conoce como yoduro cuproso. Es útil en diversas aplicaciones, desde la síntesis orgánica hasta la siembra de nubes.
El yoduro de cobre (I) es blanco, pero las muestras suelen tener un color tostado o marrón rojizo cuando se encuentran en la naturaleza, como en el raro mineral marshita, pero ese color se debe a la presencia de impurezas. Es frecuente que las muestras de compuestos que contienen yoduro se decoloren debido a la fácil oxidación aeróbica del anión yoduro a yodo molecular.   

## Estructura
El yoduro de cobre (I), como la mayoría de los haluros metálicos binarios (que contienen sólo dos elementos), es un polímero inorgánico. Tiene un diagrama de fases rico, lo que significa que existe en varias formas cristalinas. Adopta una estructura de blenda de zinc por debajo de 390 °C (γ-CuI), una estructura de wurtzita entre 390 y 440 °C (β-CuI) y una estructura de sal de roca por encima de 440 °C (α-CuI). Los iones están coordinados tetraédricamente cuando están en la blenda de zinc o en la estructura de wurtzita, con una distancia Cu-I de 2,338 Å. El bromuro de cobre (I) y el cloruro de cobre (I) también se transforman de la estructura de blenda de zinc a la estructura de wurtzita a 405 y 435 °C, respectivamente. Por lo tanto, cuanto mayor sea la longitud del enlace cobre-haluro, menor será la temperatura necesaria para cambiar la estructura de blenda de zinc a la estructura de wurtzita. Las distancias interatómicas en el bromuro de cobre (I) y el cloruro de cobre (I) son 2,173 y 2,051 Å, respectivamente. De acuerdo con su covalencia, CuI es un semiconductor de tipo p. 
|       |       |       |
| γ-CuI | β-CuI | α-CuI |

## Preparación
El yoduro de cobre (I) se puede preparar calentando yodo y cobre en ácido yodhídrico concentrado. 
Sin embargo, en el laboratorio, el yoduro de cobre (I) se prepara simplemente mezclando una solución acuosa de yoduro de potasio y una sal de cobre (II) soluble, como el sulfato de cobre (II). 
2 Cu2+ + 4 I−
 → 2 CuI + I
2

## Reacciones
El yoduro de cobre (I) reacciona con vapores de mercurio para formar tetrayodomercurato (II) de cobre (I) de color marrón:
4 CuI + Hg → (Cu+
)
2[HgI
4]2− + 2 Cu
Esta reacción puede utilizarse para detectar mercurio, ya que el cambio de color de CuI blanco a Cu₂[HgI₄] marrón es espectacular.
El yoduro de cobre (I) se utiliza en la síntesis de grupos Cu (I) como[Cu
6I
7]−
 . 
El yoduro de cobre (I) se disuelve en acetonitrilo, produciendo diversos complejos. Tras la cristalización, se pueden aislar compuestos moleculares o poliméricos. También se observa disolución cuando se utiliza una solución del agente complejante apropiado en acetona o cloroformo. Por ejemplo, se pueden utilizar tiourea y sus derivados. Los sólidos que cristalizan a partir de esas soluciones están compuestos de cadenas inorgánicas híbridas. 

## Usos
En combinación con ligandos de 1,2- o 1,3-diamina, el CuI cataliza la conversión de bromuros de arilo, heteroarilo y vinilo en los correspondientes yoduros. El yoduro procede del NaI y el dioxano es un disolvente habitual (véase la reacción de Finkelstein aromática).). 
El CuI se utiliza como cocatalizador con el catalizador de paladio en el acoplamiento de Sonogashira . 
El CuI se utiliza en la siembra de nubes, es decir, se altera la cantidad o el tipo de precipitación de una nube o su estructura mediante la dispersión de sustancias en la atmósfera que aumentan la capacidad del agua para formar gotas o cristales. El CuI crea una esfera alrededor de la cual se condensa la humedad de la nube, lo que provoca un aumento de las precipitaciones y una disminución de la densidad de las nubes.
El CuI se utiliza como fuente de yodo dietético en la sal de mesa y en los alimentos para animales. 

## Lectura adicional
- Dictionary of Inorganic Compounds 3. London: Chapman and Hall. 1992. p. 3103.